# Тапіранга пурпурова
Тапіра́нга пурпурова (Ramphocelus carbo) — вид горобцеподібних птахів родини саякових (Thraupidae). Мешкає в Південній Америці.

## Опис

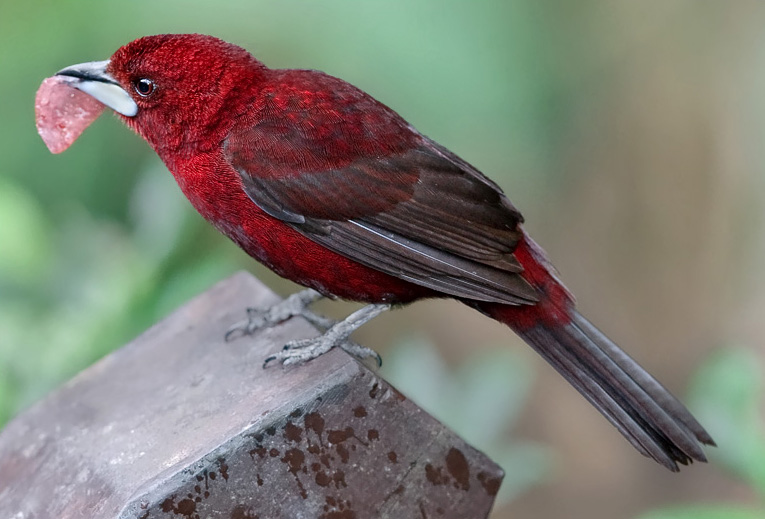
Пурпурова тапіранга

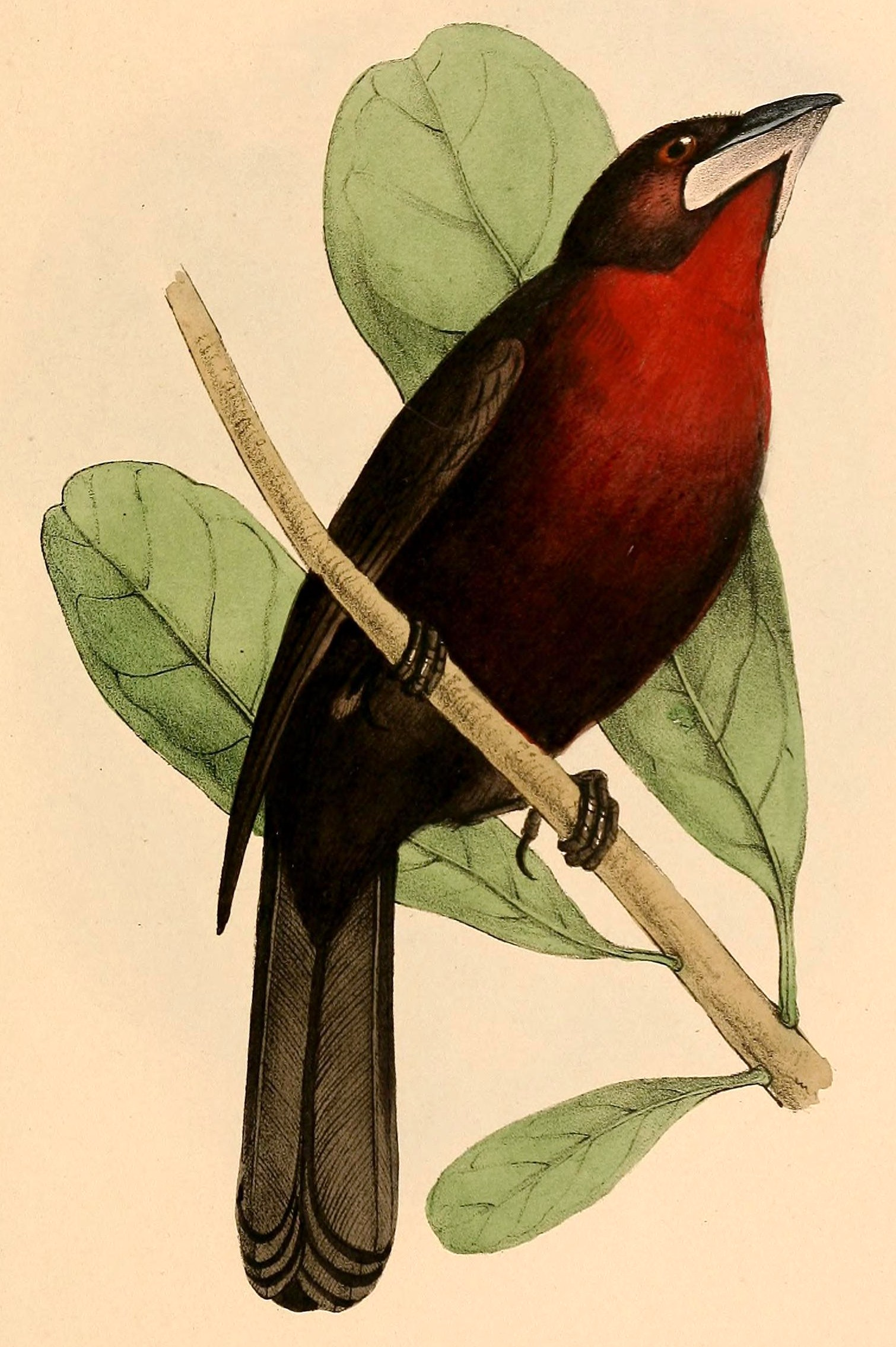
Пурпурова тапіранга

Довжина птаха становить 16-18 см, вага 25 г. У самців голова, шия і горло темно-карміново-червоні, пера на них короткі, густі. Верхня частина тіла оксамитово-чорні з червонуватим відтінком, помітним при певному куті падіння сонячних променів. Махові пера і хвіст темно-чорні. Груди темно-карміново-червоні, решта нижньої частини тіла чорна з червонуватим відтінком. Райдужки червонувато-карі, дзьоб зверху темно-синювато-сірий, знизу блискучо-сріблясто-білий з темним кінчиком, лапи темно-сірувато-рогові.
У самиць верхня частина тіла темно-іржасто-червона, надхвістя більш червоне. Крила темні, верхні покривні пера крил і третьорядні махові пера мають рудувато-коричневі краї. Нижня частина тіла червонувато-коричнева або коричнева, груди мають сіруватий відтінок. Дзьоб коричнюватий, темний. Забарвлення молодих птахів є подібне до забарвлення самиць. Представники різних підвидів дещо різняться відтінками оперення.

## Підвиди
Виділяють вісім підвидів:
- R. c. unicolor Sclater, PL, 1856 — східні схили Східного хребта Колумбійських Анд (Кундінамарка, Мета);
- R. c. capitalis Allen, JA, 1892 — північний схід Венесуели (від північного сходу Ансоатегі до північно-східного Монагаса і Дельти-Амакуро);
- R. c. magnirostris Lafresnaye, 1853 — острів Тринідад, можливо також в штаті Сукре на північному сході Венесуели;
- R. c. carbo (Pallas, 1764) — від південного сходу Колумбії до Гвіани, східного Перу і північної Бразилії;
- R. c. venezuelensis Lafresnaye, 1853 — схід Колумбії і захід Венесуели;
- R. c. connectens Berlepsch & Stolzmann, 1896 — від південного сходу Перу (Куско) до басейну річки Бені на півічному заході Болівії;
- R. c. atrosericeus d'Orbigny & Lafresnaye, 1837 — північ і схід Болівії;
- R. c. centralis Hellmayr, 1920 — схід центральної Бразилії, схід Парагваю і крайній північний схід Аргентини (Місьйонес).

## Поширення і екологія
Пурпурові тапіранги мешкають в Колумбії, Еквадорі, Перу, Болівії, Бразилії, Венесуелі, Гаяні, Суринамі, Французькій Гвіані, Парагваї, Аргентині та на Тринідаді і Тобаго. Вони живуть на узліссях вологих рівнинних тропічних лісів. в рідколіссях і чагарникових заростях, часто поблизу води. Зустрічаються зграйками до 6-10 птахів, на висоті до 1200 м над рівнем моря, в долинах Анд місцями на висоті до 2000 м над рівнем моря. 
Пурпурові тапіранги живляться переважно плодами, а також комахами та іншими безхребетними, іноді нектаром і рослинністю. Гніздо чашоподібне, в кладці 2-3 світло-зеленуватих або блакитнуватих яйця, поцяткованих коричневими або чорнуватими плямками. інкубаційний період триває 13 днів, пташенята покидають гніздо через 11-12 днів після вилуплення. Птахи набувають статевої зрілості у віці 10 місяців. Тривалість життя пурпурових тапіранг становить 11 років.